# Rebecca Lobo
Rebecca Rose Lobo , (nacida el 6 de octubre de 1973 en Hartford, Connecticut) es una exjugadora de baloncesto estadounidense. Consiguió la medalla de oro olímpica con  Estados Unidos en los Juegos Olímpicos de Atlanta 1996.